# جعفر بن منصور یمن
جعفر بن منصور یمن (؟ – پس از ۹۵۷ م/ ۳۴۶ ق) نویسنده و داعی اسماعیلی در سدهٔ دهم میلادی/ چهارم هجری قمری بود. جعفر پسر ابن حوشب بود که با لقب افتخاری «منصورِ یمن» شهرت داشت به معنای پیروزگر، چرا که بنیان‌گذار دعوت اسماعیلی در یمن بود. جعفر از یمن به دربار خلفای فاطمی در افریقیه پناه برد و تا پایان عمر در آنجا ماند. در دوران خلافت دومین خلیفهٔ فاطمی، القائم، به مغرب اسلامی رفت و در سال ۳۳۵ هجری قمری / ۹۴۷ میلادی، در سپاه المنصور علیه شورشی خارجی‌مذهب، ابویزید، جنگید. بیشتر آثار جعفر به تفسیر باطنی، یا تأویل قرآن و فرائض شرعی در اسلام می‌پردازد. کتاب او با عنوان «کتاب الکشف» که به وی منسوب است، شامل شش رساله از دوره‌ای قدیم‌تر است که آن‌ها را خود گردآوری و ویرایش کرده است. کتاب «العالم و الغلام» که به‌خطا به پدرش ابن حوشب نسبت داده شده، از منابع نخستین در بیان تعالیم و اعمال اسماعیلیه به‌شمار می‌رود؛ این کتاب مجموعه‌ای از رویارویی‌های شخصی میان جویندگان حقیقت معنوی و کسانی است که به‌عنوان راهنمای آنان عمل می‌کردند. جعفر در تاریخی نامعلوم درگذشت، ولی نه مدت زیادی پس از سال ۳۴۶ ق / ۹۵۷ م.

## زندگی
جعفر پسر ابن حوشب، داعی کوفی بود که آموزهٔ اسماعیلیه را در یمن بنیان نهاد. تا زمان درگذشتش در سال ۹۱۴ م، به همراه همکارش علی بن فضل الجَیْشانی (ابن فضل)، بخش‌های وسیعی از کشور را فتح کرده بودند و به همین سبب لقب افتخاری «منصور الیمن» (به‌معنای «پیروزگر/فاتح یمن») را دریافت کرد. در سال ۹۱۱ م، ابن فضل از اطاعت عبدالله المهدی، خلیفهٔ فاطمی و رهبر جنبش اسماعیلی، سر باز زد و خود را «مهدی» خواند.  ابن حوشب از پیوستن به شورش او خودداری کرد و ابن فضل، همکار پیشین خود را در دژ جبل مَسوَر محاصره کرد. پس از هشت ماه محاصره، در آوریل ۹۱۲، ابن حوشب درخواست صلح کرد و پسرش جعفر را به‌عنوان گروگان تحویل داد. یک سال بعد، جعفر به‌همراه گردنبندی طلایی به‌عنوان هدیه بازگردانده شد.
پس از درگذشت ابن حوشب، پسران او با یکدیگر دچار اختلاف شدند. جعفر که در کشمکشی با برادرش، ابوالحسن، گرفتار شده بود، سرانجام یمن را ترک کرد و راهی دربار فاطمیان در افریقیه شد. او به خدمت دومین خلیفه فاطمی، القائم بامرالله (حکومت از ۹۳۳ تا ۹۴۶ م) درآمد و شورش بزرگ ابویزید را که نزدیک بود دولت فاطمی را سرنگون کند، از نزدیک شاهد بود. جعفر اشعاری در ستایش پیروزی‌های فاطمیان و سرکوب تدریجی شورش در سال‌های ۹۴۵ تا ۹۴۸ م سرود، و در مقابل، خانه‌ای باشکوه در پایتخت جدید فاطمیان، منصوریه – که به‌دست سومین خلیفه، المنصور بالله (فرمانروایی از ۹۴۶ تا ۹۵۳ م) ساخته شده بود – دریافت کرد. در دوران خلافت المُعِز لِدین‌الله (فرمانروایی از ۹۵۳ تا ۹۷۵ م)، جعفر مجبور شد خانه‌اش را در گرو بگذارد و در آستانهٔ از دست دادن آن به‌دلیل بدهی بود، اما با دخالت خلیفه نجات یافت. او در دوران آغازین خلافت مُعِز، در تاریخی نامشخص، درگذشت. 

## آثار
زندگی‌نامه‌ای نیمه‌قدّیسانه از پدرش به جعفر نسبت داده شده است،  اگرچه ممکن است این اثر، زندگی‌نامهٔ خودنوشت ابن حوشب نیز بوده باشد.  این نوشته اکنون از بین رفته، اما از طریق نقل‌قول‌های گسترده در آثار نویسندگان متأخر شناخته می‌شود، و به گفتهٔ تاریخ‌نگار هاینتس هالم، این اثر «از مهم‌ترین منابع برای شناخت تاریخ دعوت اسماعیلی است».
آثار کلامی او به‌طور کامل‌تری باقی مانده‌اند، چراکه اغلب نسخه‌برداری شده و در مجموعه‌های اسماعیلی متأخر مورد استفاده قرار گرفته‌اند.  مهم‌ترین اثر او کتاب «العالِم و الغلام» است که گاه به پدرش نیز نسبت داده می‌شود. این کتاب شامل مجموعه‌ای از دیدارها میان یک نوآموز و راهنمای معنوی‌اش (داعی) است، که طی آن، داعی به‌تدریج معرفت باطنی و پنهان را بر شاگرد خود آشکار می‌سازد.  به‌گفتهٔ پژوهشگر شفیق ویرانی، این اثر «به‌عنوان برجسته‌ترین نمونهٔ مکالمهٔ دراماتیکِ روایی در ادبیات عربی شناخته می‌شود». 
«کتاب الکشف» نیز به او نسبت داده می‌شود؛ این اثر مجموعه‌ای است متشکل از شش رساله در موضوعات گوناگون، از جمله تفسیر قرآن از طریق تمثیل (تأویل)، و نیز دربارهٔ برداشت‌های آغازین اسماعیلیه از مفهوم امامت است. کتاب «سرائر و اسرار النُطَقاء» و دنبالهٔ گسترش‌یافتهٔ آن، یعنی «اسرار النطقاء»، به تأویل باطنی شخصیت‌های اسطوره‌ای و زندگی پیامبران اسلامی می‌پردازند. 